# Hapsiferona glareosa
Hapsiferona glareosa är en fjärilsart som beskrevs av Edward Meyrick 1912. Hapsiferona glareosa ingår i släktet Hapsiferona och familjen äkta malar.
Artens utbredningsområde är Zimbabwe. Inga underarter finns listade i Catalogue of Life.